# 年忘れ!夢の紅白歌合戦
『年忘れ!夢の紅白歌合戦』（としわすれ ゆめのこうはく うたがっせん）は、NHKラジオ第1放送で2008年から毎年12月下旬に放送されている『NHK紅白歌合戦』の派生番組（スピンオフ）である。

## 概要
『NHK紅白歌合戦』は1951年に第1回を開催し、60年以上にわたり、日本の大晦日（初期は正月）の風習として親しまれた。
そこで、これまでの紅白歌合戦の歴史・時代背景を紐解きつつ、時代を超えた「夢の対決」をラジオを通して実現しようという試みとして2008年から毎年12月に放送されるようになった。

## 司会
- 紅組（女性）：水前寺清子
- 白組（男性）：岩崎博（NHKラジオセンター・ディレクター）

元々はアナウンサーで、平日と重なる祝日に不定期放送される音楽番組『ムーンライトシャワー』を担当するほか、「日曜バラエティー」の製作にも携わっている。

## 放送日時
| 回数   | 放送日時                     | ゲスト     |
| ------ | ---------------------------- | ---------- |
| 第1回  | 2008年12月23日 19:20 - 22:55 | 三沢あけみ |
| 第2回  | 2009年12月26日 19:30 - 22:55 | 橋幸夫     |
| 第3回  | 2010年12月25日 19:30 - 22:55 | 榊原郁恵   |
| 第4回  | 2011年12月26日 20:05 - 21:55 |            |
| 第5回  | 2012年12月27日 20:05 - 21:55 |            |
| 第6回  | 2013年12月26日 20:05 - 21:55 |            |
| 第7回  | 2014年12月28日 17:05 - 18:50 |            |
| 第8回  | 2015年12月30日 19:20 - 21:55 |            |
| 第9回  | 2016年12月30日 19:20 - 21:55 |            |
| 第10回 | 2017年12月30日 19:20 - 21:55 |            |

## テレビでの派生番組
デレビでは2009年12月29日にNHK衛星第2テレビジョンで、12月31日にNHKデジタル衛星ハイビジョンで『紅白60回 名歌手たち・夢の対決』として放送されたのが始まりで、2010年は『今夜よみがえる!夢の紅白 名歌手たち 名勝負・名対決』、2011年から2014年までは『夢の紅白○○○○ 名歌手たち 名勝負・名対決』、2015年からは『夢の紅白○○○○』として放送されている（「○○○○」には西暦年が入る）。また、2010年まではNHK衛星第2テレビジョンで、2011年からはNHK総合テレビジョンで放送されていた。
これも過去の紅白歌合戦から、映像が保存されているものを中心に、年代を超えて様々な音楽ジャンルの夢の対決を展開しようという試みで、総合司会に徳田章（2009・2010年）〜阿部渉（2011年）〜有働由美子（2012年）、紅組司会・小林幸子（2009 - 2011年）〜Perfume（2012年）、白組司会・五木ひろし（2009 - 2011年）〜氷川きよし（2012年）を迎えて送り、かつての番組セットもCGを用いて再現されていた。
2013年以降は青井実の司会（2015年は藤井隆を追加）でミッツ・マングローブとゲスト複数名によるトーク番組の体制で行われていたが2015年を最後に終了。
2016年以降はその年の紅白の見どころに限定した形の特別番組が放送されている。
| タイトル                                          | 放送日時                                  |
| ------------------------------------------------- | ----------------------------------------- |
| 紅白60回 名歌手たち・夢の対決                     | 2009年12月29日 19:30 - 21:15 （初回放送） |
| 今夜よみがえる!夢の紅白 名歌手たち 名勝負・名対決 | 2010年12月29日 19:30 - 20:45              |
| 夢の紅白2011 名歌手たち 名勝負・名対決            | 2011年12月29日 19:30 - 22:00              |
| 夢の紅白2012 名歌手たち 名勝負・名対決            | 2012年12月29日 19:30 - 22:00              |
| 夢の紅白2013 名歌手たち 名勝負・名対決            | 2013年12月28日 19:30 - 22:00              |
| 夢の紅白2014 名歌手たち 名勝負・名対決            | 2014年12月28日 19:30 - 20:45              |
| 夢の紅白2015                                      | 2015年12月29日 19:30 - 20:45              |